# Ambystoma cingulatum
Espèce
Synonymes
- Amblystoma lepturum Cope, 1886

Statut de conservation UICN

 VU A2c : Vulnérable
Ambystoma cingulatum est une espèce d'urodèles de la famille des Ambystomatidae.

## Répartition
Cette espèce est endémique des plaines côtières du Sud-Est des États-Unis. Elle se rencontre :
- dans le sud de la Caroline du Sud ;
- dans le sud de la Géorgie ;
- dans le nord de la Floride.

## Description
Ambystoma cingulatum mesure de 7,5 à 11,5 mm sans la queue et de 10 à 19 mm de longueur totale.

## Publication originale
- Cope, 1868 "1867" : A review of the species of the Amblystomidae. Proceedings of the Academy of Natural Sciences of Philadelphia, vol. 19, p. 166-211 (texte intégral).